# Grande Pointe des Planereuses
Grande Pointe des Planereuses är en bergstopp i Schweiz.   Den ligger i distriktet Entremont och kantonen Valais, i den sydvästra delen av landet, 110 km söder om huvudstaden Bern. Toppen på Grande Pointe des Planereuses är 3 151 meter över havet, eller 132 meter över den omgivande terrängen. Bredden vid basen är 0,59 km.
Terrängen runt Grande Pointe des Planereuses är huvudsakligen mycket bergig. Närmaste större samhälle är Martigny, 14,9 km norr om Grande Pointe des Planereuses. 
I omgivningarna runt Grande Pointe des Planereuses växer i huvudsak blandskog. Runt Grande Pointe des Planereuses är det glesbefolkat, med 12 invånare per kvadratkilometer.